# Juice Leskinen
Juhani Juice Leskinen, före 2006 Pauli Matti Juhani "Juice" Leskinen [pauli mat:i juhani juise leskinen], född 19 februari 1950 i Juankoski i Norra Savolax, död 24 november 2006 i Tammerfors, var en finsk sångare och diktare. Flera av hans sånger har blivit klassiker, till exempel Marilyn, Viidestoista yö ("Femtonde natten"), Syksyn sävel ("Höstens melodi") och Eesti ("Estland"). Han skrev om kvinnor, ensamhet och alkoholism men också om världspolitik med sarkasm och svart humor. Hans prägel på bildspråk, rytm och associativt fri stil är synliga långt in i finsk rocklyrik, främst i Manserock (finskspråkig rock från Tammerfors sedan 1970). I början av 2000-talet diagnostiserades Leskinen med Aspergers syndrom.

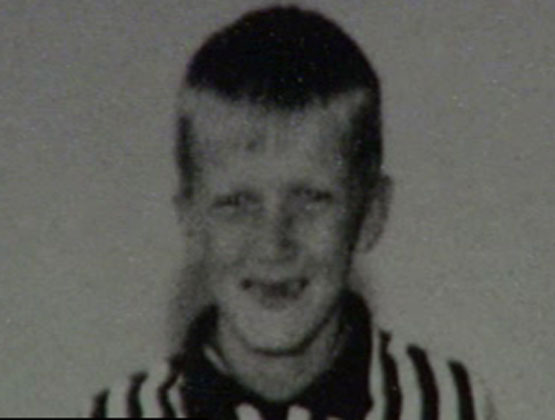
Juhani Leskinen som barn.

## Diskografi
- 1973 Juice Leskinen & Coitus Int.: Juice Leskinen & Coitus Int.
- 1974 Juice Leskinen & Coitus Int.: Per Vers, runoilija
- 1975 Juice Leskinen & Mikko Alatalo: Juice ja Mikko
- 1976 Juice: Keskitysleirin ruokavalio
- 1977 Juice: Lahtikaupungin rullaluistelijat
- 1978 Juice Leskinen Slam: Tauko I
- 1978 Välikausitakki: Välikausitakki
- 1979 Juice Leskinen Slam: Tauko II
- 1980 Juice Leskinen Slam: XV yö (Tauko III)
- 1980 Juice Leskinen Slam: Kuusessa ollaan
- 1981 Juice Leskinen Slam: Ajan Henki
- 1981 Juice Leskinen: Dokumentti
- 1982 Juice Leskinen Grand Slam: Sivilisaatio
- 1983 Juice Leskinen Grand Slam: Deep Sea Diver
- 1983 Juice Leskinen Grand Slam: Boogieteorian alkeet peruskoulun ala-astetta varten - lyhyt oppimäärä
- 1984 Juice Leskinen Grand Slam: Kuopio - Iisalmi - Nivala (Live)
- 1985 Juice Leskinen Grand Slam: Pyromaani palaa rikospaikalle
- 1986 Juice Leskinen Grand Slam: Yölento
- 1987 Juice Leskinen: Minä
- 1990 Juice Leskinen: Sinä
- 1991 Juice Leskinen Grand Slam: Taivaan kappaleita
- 1992 Juice Leskinen Etc: Simsalabim Jim
- 1993 Juice Leskinen: Haitaribussi
- 1996 Juice Leskinen: Kiveä ja sämpylää
- 2000 Juice Leskinen: L
- 2002 Juice Leskinen: Vaiti, aivan hiljaa
- 2004 Juice Leskinen & Mikko Alatalo: Senaattori ja boheemi